# Daniël Daniël
Daniël Daniël was tussen 1990 en 1999 een personage in de Nederlandse soapserie Goede tijden, slechte tijden. De rol werd vertolkt door Wim Zomer.

## Personage

### Karakter
In de eerste afleveringen van seizoen 1 wordt Daniël gepresenteerd als een gestreste, snauwerige en temperamentvolle man met een stevige dosis levenservaring. Het blijkt echter al snel dat dit gedrag deels samenhangt met het feit dat zijn werk te veel van hem eist en hij nog altijd vrijgezel is. Laura Selmhorst weet hier in eerste instantie verandering in te brengen, maar ze gaat later terug naar Robert. Jeanne Dekker is dan degene die Daniël voor even volledig gelukkig maakt.
Tijdens zijn periode bij het JOC laat Daniël zijn maatschappelijke betrokken zijde zien, door de jaren heen is hij voor jong en oud een vriend en steun en toeverlaat die zelf echter het geluk niet mag vinden.

### Naam
Over Daniëls volledige naam bestond lange tijd onduidelijkheid. Op de aftiteling stond − in tegenstelling tot de andere personages − alleen maar de naam Daniël. Op een vraag van Peter Kelder wat Daniëls achternaam was, antwoordde Laura dit Daniël was en dat ze er nooit bij stil had gestaan dat hij ook een voornaam moest hebben. Vervolgens vraagt een contact van Sandra Mulder of Daniël zijn voor- of achternaam is, waarop Daniël ironisch antwoordt: "allebei". Wanneer hij bij zijn ouders Karel en Nora langsgaat, komt de kijker erachter dat Daniëls familienaam inderdaad Daniël is en de voor- en achternaam van Daniël dus hetzelfde zijn. Het blijkt ook dat zijn officiële voornaam Daniël is, maar dat zijn roepnaam in zijn vroeger jaren Daan was, toen zat Daniël nog in de jongerenopvang en veel kinderen dachten dat hij stotterde. Op een gegeven moment besloot hij zich simpelweg Daniël te laten noemen. Het is daarna nog enkele keren voorgevallen dat hij zich moest voorstellen aan een belangrijke zakenrelatie en zich dan voorstelde als Daniël Daniël.
Het personage Daniël is gebaseerd op A.R. Jordan uit de Australische soap The Restless Years, waarop Goede Tijden Slechte Tijden aanvankelijk gebaseerd was. Hier werd het personage alleen met "Jordan" aangesproken. In de Nederlandse versie nam men niet de moeite voor een verdere aanduiding dan "Daniël". Dit ging prima, tot uit de scripts bleek dat Daniël ook ouders had. Toen er toch een voornaam moest worden aangevoerd, werd dit eveneens Daniël.

## Verhaallijnen
Daniël werkt eerst bij het bedrijf van Nico Stenders, maar op doktersadvies van Simon Dekker gaat hij op zoek naar een baan die minder spanning oplevert. Hij gaat bij het JOC (jongerencentrum) werken; zo wordt hij onder andere de voogd van Mickey Lammers.
Als Daniël kennismaakt met Jeanne Dekker, is hij op slag verliefd. Ze besluiten te trouwen, maar Jeanne komt tot Daniëls grote verdriet vroegtijdig te overlijden. Nadat het JOC gesloten wordt, helpt Daniël Suzanne Balk bij het opzetten van haar modellenbureau Flash. Wanneer dit bureau fuseert met Alberts&Alberts, worden Robert Alberts en Daniël wederom collega's.
Janine Elschot raakt, nadat Daniël ontvoerd is, tot over haar oren verliefd op hem. Ze laat hem later weer vallen voor Simon Dekker, iets wat Daniël hen geen van beiden kwalijk neemt. Daniël heeft hierna relaties met onder meer Cilia de Ridder en Eveline van Wessem. Beiden komen te overlijden, waardoor Daniël opnieuw in een depressie raakt. Daniël besluit wraak te nemen op Onno P. Wassenaar, die verantwoordelijk is voor de dood van Eveline. Tijdens een confrontatie met Daniël komt Wassenaar onbedoeld om het leven.
In de tijd hierna krijgt Daniël een relatie met Suzanne Balk, maar hij heeft het gevoel dat ze eerder goede vrienden zijn dan dat er sprake is van passie. Als Dian Alberts Variety wil overnemen, schuwt ze er niet voor om Daniël bij de politie te beschuldigen van moord op Wassenaar. Daniël ziet zich hierdoor uiteindelijk gedwongen te vluchten naar een onbewoond eiland. Nadat Janine, Suzanne en Ludo Sanders hem terughalen, herstelt hij zich uiteindelijk van alle opgelopen trauma's. Hij weet in eerste instantie alsnog een gelukkige relatie met Suzanne op te bouwen. Hij komt echter tot de conclusie dat hij in zijn huidige leefpatroon en leefomgeving geen geluk zal vinden, en hij besluit Meerdijk te verlaten om nooit meer terug te keren.